# Кубок Макао з футболу 2018
Кубок Макао з футболу 2018 — 13-й розіграш кубкового футбольного турніру у Макао. Титул володаря кубка вперше здобув Чао Пак Кей.

## Календар
| Раунд               | Дата           | Матчі | Клуби  |
| ------------------- | -------------- | ----- | ------ |
| Перший раунд        | 5 липня 2018   | 2     | 10 → 8 |
| 1/4 фіналу          | 7-8 липня 2018 | 4     | 8 → 4  |
| 1/2 фіналу          | 12 липня 2018  | 2     | 4 → 2  |
| Матч за третє місце | 15 липня 2018  | 1     |        |
| Фінал               | 15 липня 2018  | 1     | 2 → 1  |

## Перший раунд
| Команда 1                    | Рахунок      | Команда 2   |
| ---------------------------- | ------------ | ----------- |
| 5 липня 2018                 |              |             |
| Альфандега                   | 1:3          | Хан Сай     |
| Полісіа ді Сегуранса Публіка | 0:0 пен. 2:3 | Монте-Карло |

## 1/4 фіналу
| Команда 1    | Рахунок | Команда 2        |
| ------------ | ------- | ---------------- |
| 7 липня 2018 |         |                  |
| Бенфіка      | 7:0     | Лай Цзі          |
| Ка І         | 2:3     | Спортінг (Макао) |
| 8 липня 2018 |         |                  |
| Хан Сай      | -:+     | Чао Пак Кей      |
| Чін Фун      | 1:0     | Монте-Карло      |

## 1/2 фіналу
| Команда 1     | Рахунок      | Команда 2        |
| ------------- | ------------ | ---------------- |
| 12 липня 2018 |              |                  |
| Бенфіка       | 3:3 пен. 2:3 | Чао Пак Кей      |
| Чін Фун       | 6:1          | Спортінг (Макао) |

## Матч за третє місце
| Команда 1     | Рахунок | Команда 2        |
| ------------- | ------- | ---------------- |
| 15 липня 2018 |         |                  |
| Бенфіка       | 5:0     | Спортінг (Макао) |

## Фінал
| Команда 1     | Рахунок | Команда 2 |
| ------------- | ------- | --------- |
| 15 липня 2018 |         |           |
| Чао Пак Кей   | 5:1     | Чін Фун   |